# Gabriel Dumont
Pour les articles homonymes, voir Dumont.
Gabriel Dumont (décembre 1837 – 19 mai 1906) était un des chefs du peuple métis dans l'Ouest de l'actuel Canada. En 1873, Dumont fut élu président de l'éphémère commune de Saint-Laurent. Après, il continua à avoir un rôle déterminant parmi les Métis de la région de la rivière Saskatchewan Sud. Il a joué un rôle crucial dans le retour de Louis Riel au Canada, dans le but d'attirer l'attention du gouvernement fédéral sur les problèmes du peuple Métis. Il était l'adjudant général du gouvernement Métis provisoire de Louis Riel, proclamé au Manitoba en 1885. Il fut chargé des forces métisses dans la Rébellion du Nord-Ouest (ou Résistance du nord-ouest) en 1885.

## Biographie
Dumont était le petit-fils du canadien-français Jean-Baptiste Dumont et de son épouse Sarcee-Crow, une Amérindienne, qui éleva ses trois fils, Isidore, Gabriel et Jean, leur apprenant à chasser et à commercer sur la rivière Saskatchewan. Gabriel Dumont naît en 1837, deuxième fils d'Isidore Ekapow Dumont et de Louise Laframboise. Il est élevé en Métis, apprenant à la fois les traditions catholiques françaises et amérindiennes Cri. Il maîtrise le tir dès l’âge de 12 ans, tant avec une arme à feu qu'avec un arc et des flèches, et se révèle un excellent cavalier. En 1848, la famille Dumont déménage plus au sud, à Rivière Rouge. Dumont, et son frère aîné Isidore, deviennent chasseurs de bisons dans les vastes plaines canadiennes et américaines. Pendant ce temps, Dumont apprend six langues et se fait une réputation en tant que guide, trappeur et interprète. Il est aussi connu pour ses penchants pour le jeu et l'alcool. Dumont participe à des escarmouches avec des tribus Amérindiennes incluant les Pieds-Noirs (Blackfoot) et les Sioux. À 13 ans, il prend part à la bataille du Grand-Coteau dans le Missouri, durant laquelle 300 Métis repoussent une attaque des Sioux Yanktons.
En 1858, Dumont épouse Madeleine Welkie, la fille d'un trappeur Écossais-Amérindien. En 1862, il est élu chef de sa bande Métis. Il conduit cette bande dans le nord de la rivière Saskatchewan, où ils s'installent brièvement près de Fort Carlton. En 1868, la bande s'établit définitivement près de Batoche au sud de la rivière Saskatchewan. En 1873, Dumont est élu président d'un conseil national et fait adopter une constitution du peuple métis.
Avec l'avancée de la colonisation et notamment la construction du chemin de fer transcontinental, les Métis sont repoussés. Leurs droits de propriété leur sont déniés et les troupeaux de bison sont décimés. Dumont décide d'organiser la résistance. Il retourne chercher Louis Riel exilé au Montana. Des escarmouches éclatent avec les forces gouvernementales. Le 12 mai 1885, les Métis sont défaits à Batoche. Louis Riel est fait prisonnier et Gabriel Dumont réussit à s'échapper.
En 1886, Dumont, réfugié aux États-Unis, rejoint le Wild West Show de Buffalo Bill comme maître des armes à feu. Il est également engagé comme porte-parole, donnant une série de conférences à Montréal en 1888, à l'invitation de la Société Saint-Jean-Baptiste. Il prend sa retraite à Batoche en 1893 où il écrit deux mémoires sur son expérience dans la rébellion. Il y meurt en 1906 à l'âge de 68 ans.

## Témoignages
L'institut Gabriel Dumont d'études indigènes et de recherche appliquée de la province de la Saskatchewan a pris ce nom en son honneur. Le pont Dumont au-dessus de la rivière Sasktachewan Sud à l'ouest de Rosthern porte également son nom. Il est situé à l'emplacement du croisement de Gabriel où il a tenu un petit magasin, un hall de billards et un bac vers la fin des années 1870 et au début des années 1880. Il y a également un parc le long de la Saskatchewan sud à Saskatoon appelé en son honneur, comme une statue équestre le dépeignant le long de la rivière sur le pont de Broadway.
En 1998, la première école secondaire francophone à London en Ontario, est renommée École secondaire Gabriel-Dumont en son honneur. Il en est de même pour l'institut d'enseignement de la municipalité rurale amérindienne de La Loche dans la province de la Saskatchewan.

## Citations
« La plus véritable démocratie n'est pas une où la majorité impose sa volonté à toutes les minorités, c'est plutôt une démocratie où les minorités peuvent s'épanouir même si cela met à l'épreuve la patience de la majorité. »

## Source
- Gilles Laporte, « Fous comme des Français, forts comme des Indiens », dans Légendes d'un peuple, vol. 2, Les disques Gavroche, 2012 (ISBN 9782981359018), p. 50-54.